# La Miel (rijeka)
La Miel je rijeka u Kolumbiji, lijeva pritoka rijeke Magdalene. Pripada slijevu Karipskog mora.